# کوین پیسکوپو
کوین پیسکوپو (انگلیسی: Kevin Piscopo؛ زادهٔ ۶ فوریهٔ ۱۹۹۸) بازیکن فوتبال است.